# Ґанзбурґ Лазар Мойсейович
Ла́зар Мойсе́йович Ґа́нзбурґ (20 червня (3 липня) 1910 , Полтава  — 18 жовтня 1995 , Дніпро ) — український науковець, фахівець з двигунобудування.

## Життєпис
1936 року закінчує Харківський машинобудівний інститут (нині — Національний технічний університет «Харківський політехнічний інститут»). Працював на заводі № 29 у Запоріжжі; у 1941–1948 — в Омську. У 1944-1945 був заступником секретаря Омського обкому ВКП (б) з авіаційної промисловості.
У 1948–1987 Ґанзбурґ працював на Південному машинобудівному заводі (Дніпропетровськ): керівником з виробництва двигунів (з 1958), керівником дослідного виробництва (з 1959), заступником генерального директора з виробництва тракторів (з 1964), заступником генерального директора з виробництва і товарів народного споживання (з 1978), заступником головного інженера з реконструкції та розвитку громадянського виробництва.
Ґанзбурґ зробив внесок у розвиток ракетно-космічної діяльности «Південмашу». Освоював виготовлення ракет Р-1, Р-2, Р-5 (Головний конструктор — Сергій Корольов), Р-12, Р-14, Р-16 (Головний конструктор — Михайло Янгель) і рідинних ракетних двигунів, керував виробництвом корпусів, агрегатів і систем виробів на стадіях дослідної розробки.
З 1964 активно займався вдосконаленням тракторного виробництва і розвитком виробництва товарів народного споживання.